# Goniorrhina pilosa
Goniorrhina pilosa är en skalbaggsart som beskrevs av Marc Lacroix 2006. Goniorrhina pilosa ingår i släktet Goniorrhina och familjen Melolonthidae. Inga underarter finns listade i Catalogue of Life.